# Юридический факультет Вильнюсского университета
Юридический факультет Вильнюсского университета (юрфак ВУ; лит. Vilniaus universiteto Teisės fakultetas) — один из факультетов Вильнюсского университета, старейшее учебное заведение в Литве по подготовке юристов и знатоков права. Юрфак ВУ выступает в качестве научно-правового центра Литвы, аккумулирует научный и ученый потенциал страны.
Факультет находится в 1-м корпусе, где занимает 2-й (частично), 3-й и 4-й этажи.

## История
Юридический факультет Вильнюсского университета был основан 11 октября 1641 года, по привилегии короля польского и великого князя литовского Владислава IV Вазы. Юридический факультет начал работать в 1644 году.
До 1832 года (когда русский император Николай I распорядился закрыть Виленский университет) право здесь преподавали известнейшие учёные — Иероним Стройновский, Иоахим Лелевель, Игнатий Данилович и другие.
В 1919 году университет в Вильнюсе был восстановлен под названием Университет Стефана Батория; здесь работал, в частности, выдающийся правовед Альфонс Парчевский.
После включения Виленского края в состав Польши литовская правовая школа продолжила свои традиции в Каунасе. Во временной столице был открыт Литовский университет, где со второй половины 1922 года начал работать юридический факультет. На факультете работали такие выдающиеся юристы как П. Леонас, В. Биржишка, А. Янулайтис, Михал Рёмер и др.
После возвращения Виленского края Литве юридический и гуманитарный факультеты переехали из Каунаса в Вильнюс.
В 1943 году юридический факультет, как и весь Вильнюсский университет, был закрыт немецкими оккупационными властями. Работу возобновил в конце 1944 года и продолжает её до наших дней. С 1971 года факультет располагается в микрорайоне Саулетекис.

## Кафедры

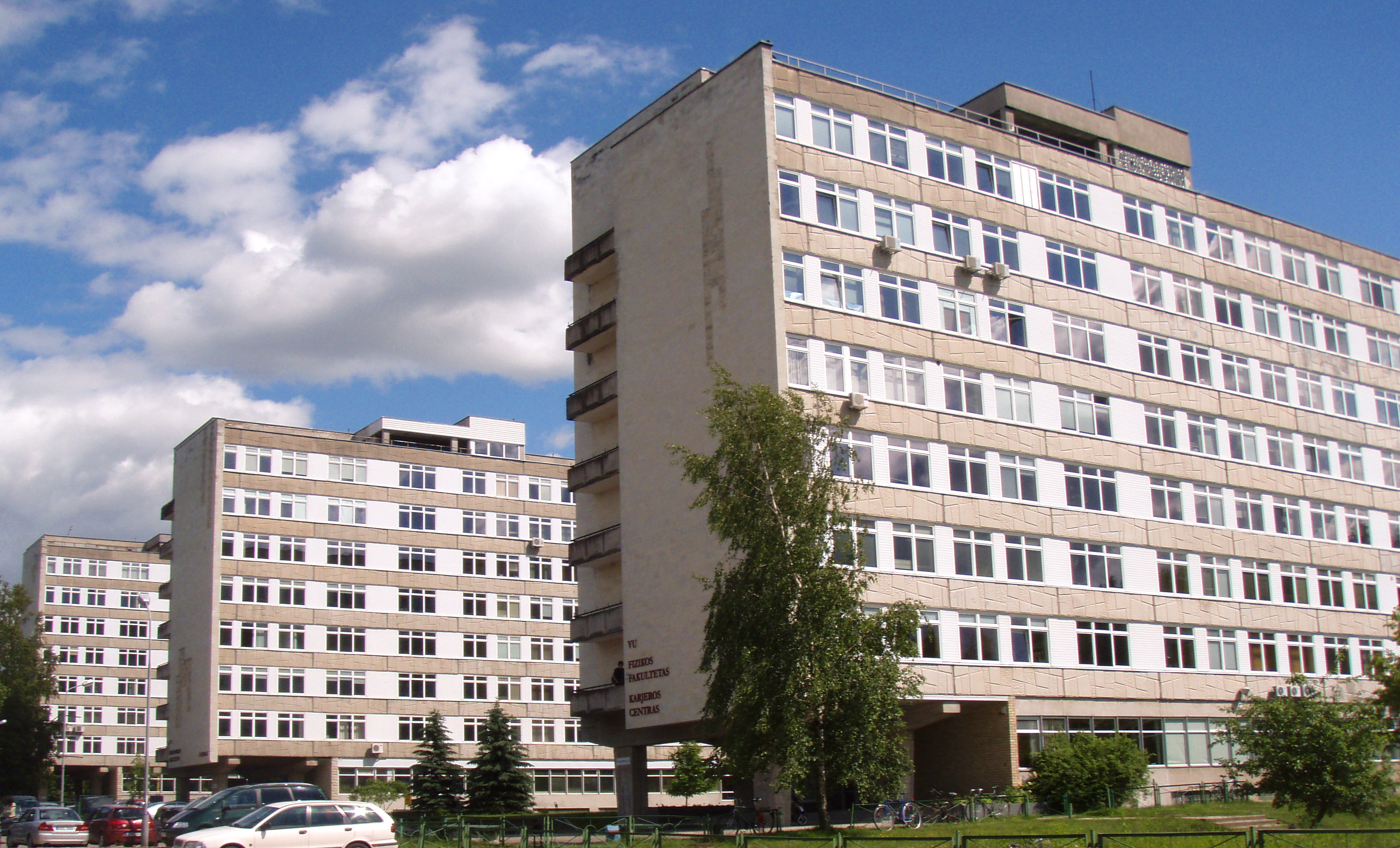
1, 2-й и 3-й учебный корпус Вильнюсского университета

Педагогическая и научная деятельность преподавателей факультета координируется на кафедрах, которые несут ответственность за несколько учебных программ, тесно связанных между собой.
В составе факультета работают 3 кафедры:
- Кафедра уголовной юстиции. Заведующий кафедрой проф. Йонас Прапестис
- Кафедра частного права. Заведующий кафедрой проф. Томас Давулис
- Кафедра публичного права. Заведующий кафедрой проф. Бронюс Судавичюс

## Институты
Весь потенциал научной деятельности и активная научная деятельность факультета, концентрируется в институтах юридического факультета. В настоящее время действуют следующие институты:
- Институт гражданского процесса и римского права (проф. Витаутас Некрошюс)
- Институт трудового права (доц. Томас Давулис)
- Институт истории права (проф. Евгений Маховенко)
- Институт международного права и права Европейского Союза (доц. Дайнюс Жалимас)[4]

## Образовательный процесс
Юрфак ВУ включает систему довузовского, вузовского и послевузовского образования.
Подготовка специалистов-юристов осуществляется в течение 5 (для второго высшего: 4-5) лет.
Существуют аспирантура.
В структуре факультета имеется ряд студенческих организаций.
Студенты факультета имеют доступ к библиотечному фонду ВУ.

## Юридическая клиника
Юридическая клиника при Вильнюсском университете — это специальное учреждение, основанное в 1998 году Вильнюсским университетом, Студенческим представительством и адвокатской конторой «Лидейка, Петраускас, Валюнас и LAWIN партнёры», в котором тесно взаимодействуют научная и практическая деятельность а также имеет место юридическое образование общественности. Под руководством опытных адвокатов, бесплатно консультируют по юридическим вопросам студенты IV—V курсов Юрфака.

## Администрация
Ученый совет факультета является высшим органом управления факультетом.
Администрация факультета, осуществляет принятые советом решения, курирует план развития факультета, организует научно-исследовательскую деятельность, международные связи, а также экономическо-финансовую деятельность

## Деканат
- Декан: доц. др.ю.н. Х. Шинкунас
- Заместитель декана по учебному процессу: доц. др.ю.н. В. Вебрайте
- Заместитель декана по вопросам планирования: проф. хабил. др. ю.н. Г. Швядас
- Заместитель декана по научной работе: проф. др. ю.н. Ю. Паужайте-Кульвинскене

## Именитые выпускники
- Бальчюнас, Гинтарас (род. 1964), литовский адвокат, бывший министр юстиции Литвы.
- Барткус, Гинтаутас (род. 1966), литовский адвокат, бывший министр юстиции Литвы.
- Микеленас, Валентинас (род. 1958), литовский адвокат-правовед, профессор Вильнюсского университета, бывший судья Верховного суда Литвы.
- Валинскас, Арунас (род. 1966), литовский телеведущий, продюсер, бывший председатель Сейма Литвы (2008—2009).
- Каросас, Линас Тадас (p. 1964), литовский предприниматель, основатель в страны Балтии крупнейшей сети ресторанов «Čilija».
- Курис, Пранас (род. 1938) литовский юрист-международник.
- Паулаускас, Артурас (род. 1953), литовский юрист, председатель Сейма Литвы (2000—2004, 2004—2006), генеральный прокурор Литвы (1990—1995).
- Пятраускас, Зенонас (1950—2009), литовский юрист-международник, ученый правовед, бывший заместитель министра иностранных дел Литвы.
- Шимашюс, Ремигиюс (род. 1974), литовский юрист, министр юстиции Литвы (c 2008 г.), правовед, экономист.
- Заксайте, Саломея (род. 1985), литовская шахматистка, правовед и криминолог.